# Death Spa
Death Spa es una película de terror sobrenatural estadounidense de 1988 dirigida por Michael Fischa y protagonizada por William Bumiller, Brenda Bakke, Merritt Butrick, Ken Foree, Karyn Parsons, Rosalind Cash y Vanessa Bell Calloway. Su trama sigue una serie de muertes misteriosas que ocurren en un spa de salud de alta tecnología de Los Ángeles, como resultado del espíritu de la difunta esposa del propietario, que posee el intrincado sistema informático del club.
En Europa y Asia, la película se estrenó con el título alternativo Witch Bitch.
El papel de Butrick en la película fue el último antes de su muerte, mientras que el papel de Parsons marcó su debut cinematográfico como actriz.

## Argumento
Después del horario de cierre en el Starbody Health Spa en Los Ángeles, Laura Danvers queda misteriosamente encerrada dentro de la sauna, que se llena de cloro gaseoso, lo que le provoca quemaduras químicas en la piel y los ojos, que casi la matan. Su novio Michael Evans, el dueño del club cuya esposa Catherine se suicidó el año anterior, recibe una notificación y corre al hospital. El club cuenta con un sistema informático de última generación que controla sus diversas máquinas de ejercicios y otras funciones, y está dirigido por David, el hermano gemelo de Catherine.
Los detectives del Departamento de Policía de Los Ángeles, la sargento Stone y el teniente Fletcher, llegan a Starbody para investigar el accidente de Laura. Poco después, una clienta del club, Darla, casi resulta herida cuando se sueltan los pernos que sujetan el trampolín de la piscina. Más tarde, Robert muere brutalmente cuando una máquina de levantamiento de pesas falla, descuartizándolo. Marci Hewitt, otra cliente, es brutalmente asesinada en el vestuario con una lanza. Michael lleva a Laura, todavía con vendas en los ojos heridos, al spa. Laura busca a ciegas sus cosas dentro de su casillero. Allí, dentro del casillero, Marci está visiblemente mutilada pero no descubierta. Darla les gasta una broma vistiéndose con una máscara de zombie.
Preocupado por las pesadillas y visiones de Catherine, Michael visita al Dr. Lido Moray, un parapsicólogo, en busca de respuestas sobre los extraños incidentes ocurridos en el club. Moray usa psicometría en un objeto propiedad de Catherine y le divulga detalles a Michael sobre la vida de Catherine, incluida su parálisis después de un parto traumático en el que murió el bebé, su posterior depresión y celos de Michael, y un aparente suicidio por inmolación. Michael se muestra escéptico ante la lectura de Moray, creyendo que pudo haber obtenido la información de artículos periodísticos sobre la muerte de Catherine.
Más tarde, la clienta Linda es atraída al sótano del spa, donde la rocían con ácido mientras una aparición de Catherine observa. Mientras tanto, David visita a Laura en recuperación, que todavía lleva parches en los ojos, lo que le impide ver, mientras ella está sola en la casa de David. Moray llega al spa disfrazado de investigador de seguros y encuentra a Linda en el sótano, con la carne diezmada y apenas viva. Se enfrenta a una aparición de Catherine, quien lo asesina brutalmente. Al día siguiente, Michael visita a su abogado Tom para devolverle su reloj de pulsera, que Michael encontró en la sala de control de la computadora. Michael acusa a Priscilla, que está teniendo una aventura con Tom, de sabotear el club, pero ella lo niega; sin embargo, se revela que Tom está compitiendo por tomar posesión del club.
Michael nombra a los instructores Marvin y Jeffrey para asegurar la sala de computadoras del club y mantener alejado a David. Stone y Fletcher descubren que David ha estado pirateando el sistema informático del club desde su casa y sospechan que David puede estar vistiéndose como Catherine. Esa noche se celebra una fiesta de Mardi Gras en el club. Catherine parece infiltrarse en la habitación y matar a Jeffrey antes de ponerse su máscara y disfraz y deambular por la fiesta. Catherine, que se revela como un fantasma vengativo que posee el cuerpo de David y se manifiesta en su forma viva, secuestra a Laura antes de atarla, amordazarla e intentar matarla usando la potente cama de bronceado del club. Catherine aterroriza a los asistentes a la fiesta desde la sala de control, cambiando de forma frente a los ojos de Michael.
Catherine, usando poderes psicoquinéticos, hace que Rhonda, miembro del personal, pierda la mano en un accidente con una licuadora, lo que le provoca que muera desangrada; Fletcher es muerto por un pez en un congelador de alimentos y Priscilla es víctima de una combustión humana espontánea. Los asistentes a la fiesta intentan huir en el tumulto y muchos mueren en el proceso, mientras Catherine usa el sistema informático para cerrar el club. Michael fríe intencionalmente el sistema informático del club usando la caja de fusibles, quemando vivo al aún poseído David.

## Reparto
- William Bumiller como Michael Evans.
- Brenda Bakke como Laura Danvers.
- Merritt Butrick como David Avery.
- Robert Lipton como Tom.
- Alexa Hamilton como Priscilla Wayne.
- Ken Foree como Marvin.
- Rosalind Cash como la sargento Stone.
- Francis X. McCarthy como el teniente Fletcher.
- Shari Shattuck como Catherine Avery Evans.
- Hank Cheyne como Robert.
- Chelsea Field como Darla.
- Joseph Whipp como Dr. Lido Moray.
- Tané McClure como Vicky.
- Vanessa Bell Calloway como Marci Hewitt.
- David Shaughnessy como Freddie.
- Karyn Parsons como Brooke.
- Cindi Dietrich como Linda
- Chad Hayes como Jeffrey.
- Lyle Howry como policía.

## Producción
Según el director Michael Fischa, «la locura por la salud había florecido en Los Ángeles. [Los clubes de salud] surgieron como hongos. Tan rápido que cerraron. Entonces pensamos, básicamente, darle la vuelta y tener un fantasma en nuestro gimnasio. Ese podría ser un escenario divertido».
El lugar utilizado para el club de salud era anteriormente un estudio de danza.
La toma exterior de Starbody Health Spa que abre la película se rodó en un centro comercial en la cuadra 8100 sur de Sunset Blvd. El centro comercial, así como el histórico edificio Lytton Savings Bank de 1960 (más tarde un Chase Bank) fueron demolidos a mediados de 2021.
William Bumiller había trabajado anteriormente como gerente de un gimnasio antes de ser elegido para el papel principal de esta película.

## Lanzamiento
La película tuvo un estreno limitado en los Estados Unidos en julio de 1988. 

### Medios domésticos
La película se estrenó en Japón en 1989 en vídeo, antes de ser lanzada en VHS en los Estados Unidos en 1990. Fue lanzado en un paquete combinado de Blu-ray / DVD en 2014.

## Legado
En 2014, Death Spa apareció en un episodio de «Best of the Worst» de Red Letter Media junto con High Voltage y Space Mutiny.
En 2015, Death Spa apareció en un episodio del popular pódcast How Did This Get Made?, con Horatio Sanz como invitado. Ridiculizaron varios aspectos de la película, como el equipo de entrenamiento de los 80, el aspecto paranormal, los villanos transgénero y si servir sushi en un lugar de ejercicio es higiénico o no.
La actriz Karyn Parsons hizo su debut en la pantalla en Death Spa y posteriormente fue invitada a una audición para The Fresh Prince of Bel-Air después de que un ejecutivo de NBC viera la película por cable a altas horas de la noche.